# Vote électronique

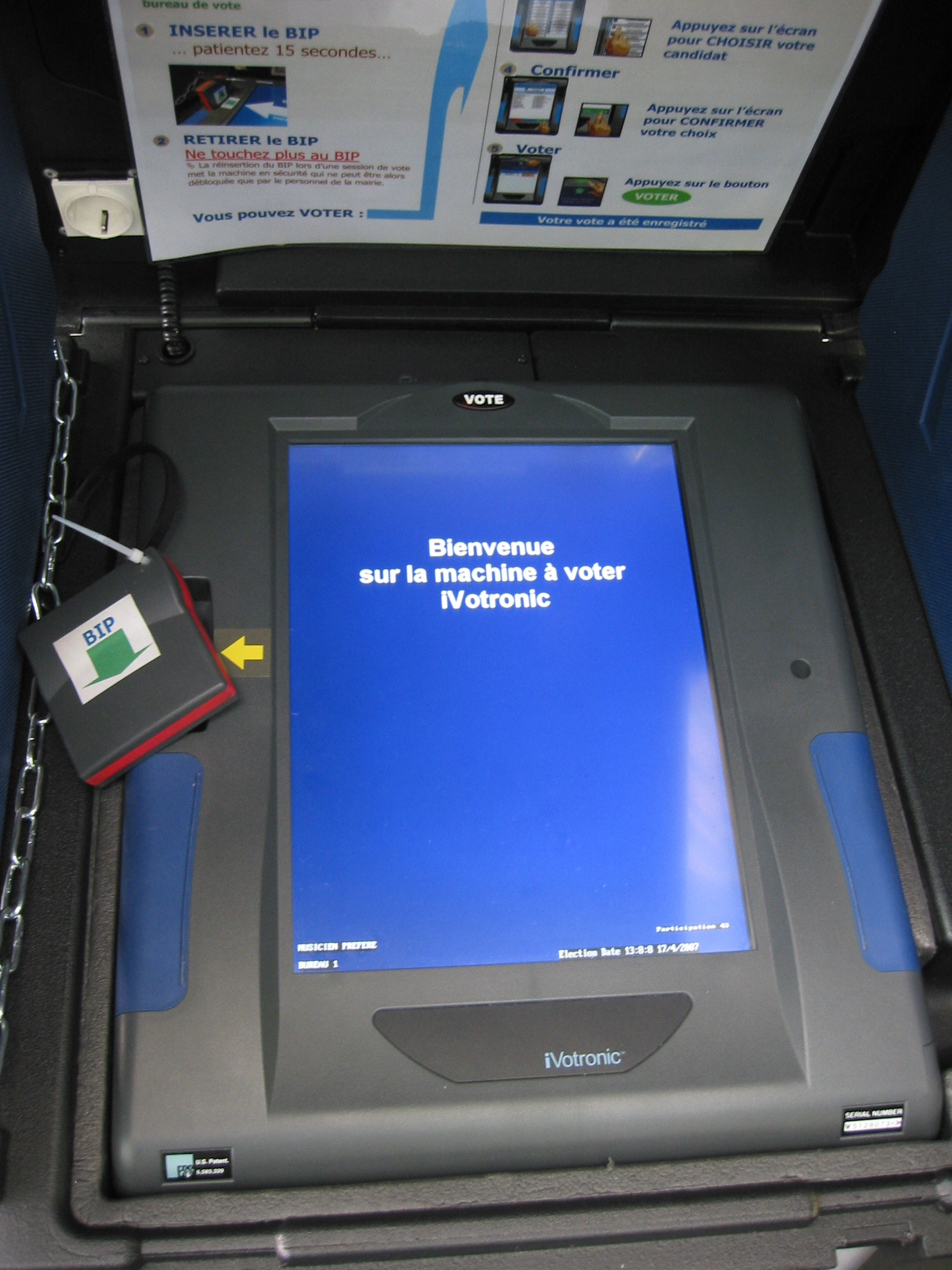
Machine à voter à Issy-les-Moulineaux, en France.

Le vote électronique est un système de vote dématérialisé, à comptage automatisé, notamment des scrutins, à l'aide de systèmes informatiques. Ce terme générique relève en vérité de plusieurs situations concrètes : le vote sur machine à voter (boîtiers de vote interactifs) en bureau de vote ou le vote à distance.
À partir du milieu des années 1990, les modalités de votes bénéficient des possibilités offertes par l'informatique et la télématique. Dès lors, sont promues deux tendances qui proposent une informatisation différentes des modes de scrutin :
- le vote électronique signifie l'intégration via l'« urne électronique » (aussi appelée « machine à voter » dans le droit français) de procédés informatique permettant l'automatisation du comptage. Ce sont des entreprises privées qui commercialisent ces systèmes  de vote. L'argument commercial principal utilisé pour promouvoir ces produits repose sur l'idée d'accélérer le processus de traitement des suffrages exprimés.

- Le vote à distance. C’est-à-dire de voter de chez soi, ou de n'importe où dans le monde, et ainsi éviter de se déplacer dans des bureaux de vote. Les garanties sont moindres pour authentifier l’individu qui vote et s'assurer de l'absence de contrainte sur son choix car il n'y a pas d'isoloir.

Le vote électronique pose des problèmes de vérification des votes individuels. C'est pour cette raison que les Pays-Bas ont envisagé de revenir au vote papier traditionnel avant d'abandonner totalement le vote électronique en mai 2008.
En France, les élections professionnelles s'effectuent en partie par vote électronique, ce qui suscite des débats dans le monde de l'entreprise, en particulier dans les plus petites entreprises.
Le vote électronique séduit par la vitesse et la simplicité de son caractère informel, pour les scrutins où le bulletin secret n'est pas requis, comme pour certains votes de parlementaires. Par exemple, lorsque le système transmet le vote de chaque parlementaire sur un écran récapitulatif de l'ensemble des votes, ceux-ci sont alors considérés comme confirmés. Selon ce scénario d'utilisation, le risque de détournement dans les entrailles du programme est négligé.
Enfin, aux États-Unis, des technologies permettent de concilier l'impression d'un bulletin papier, matérialisant une trace du vote avec un comptage automatisé des bulletins papier par lecture optique.

## Description
L'urne électronique, désignée par le terme machine à voter en droit français, est un ordinateur permettant de voter. Ainsi, on trouve également l'appellation « ordinateur de vote. »
D'après l'importateur France-élections de la marque Nedap, la plupart des machines à voter fonctionnent sur une architecture PC, c'est-à-dire qu'elles contiennent les mêmes composants que des PC, par exemple un disque dur et un système d'exploitation de type Windows ou Linux. Toujours d'après Nedap, ceci pose des problèmes de sécurité et de fiabilité. Pour cette raison, les machines à voter de marque Nedap seraient des « automates industriels », et non des micro-ordinateurs qui « sont des machines complexes et fragiles ». Cependant, le processeur utilisé dans ces appareils est un Motorola 68000, le microprocesseur qui était utilisé en 1984 sur l'Apple Macintosh, un véritable ordinateur multitâche avec une interface graphique.
Il existe des machines à voter à vérification indépendante. Celles-ci produisent plusieurs (au moins deux) enregistrements indépendants auditables des votes.
Dans le cas du vote par correspondance électronique, c'est désormais le vote par internet qui est utilisé. C'est le cas pour certains scrutins pour les Français de l'étranger, codifié en droit français à l’article L330-13 du code électoral.

## Fraude
Un article publié en 2006 sur un site web néerlandais nommé « Wij vertrouwen stemcomputers niet » (traduction : Nous ne faisons pas confiance aux machines à voter ») détaille une série de failles que des chercheurs en e-voting déclarent avoir trouvées sur une machine, l'ES3B, utilisée aux Pays-Bas, en Allemagne, et en France. L'équipe de chercheurs, conduite par Rop Gonggrijp et Willem-Jan Hengeveld, a passé un mois à étudier le fonctionnement de la machine et a conclu : « N'importe qui, ayant un accès bref aux périphériques, à n'importe quel moment avant une élection, peut obtenir un contrôle complet et pratiquement indétectable des résultats de l'élection ». Cette machine, l'ES3B, développée par N.V. Nederlandsche Apparatenfabriek (Nedap) avec le développeur de logiciels Groenendaal, a été récemment utilisée dans environ 90 % des votes néerlandais. Nedap prévient que « tout peut être manipulé » mais que « c'est bien plus difficile qu'avec des bulletins papier ».
Edward Felten (en), de l'université de Princeton, écrit sur son blogue Freedom to Tinker que les failles apparentes sont similaires à celles ayant affecté les machines à voter à écran tactile Diebold Inc.'s utilisées aux États-Unis. Les problèmes sont aussi simples : des faiblesses facilement évitables, telles que l'utilisation de clefs identiques largement disponibles et des mots de passe/identifiants personnels faibles. D'après l'analyse des machines utilisées à Issy-les-Moulineaux aux quatre journées de vote de 2007, 29,8 % des bureaux de vote ont présenté des anomalies entre l'émargement et le nombre de votes contre seulement 5,3 % des bureaux avec un matériel classique. Cette différence serait plus due au manque de pratique qu'à une fraude véritable, mais peut fausser le scrutin comme ce fut le cas lors des élections cantonales du 9 et 16 mars 2008 à Boulogne-Billancourt où Sébastien Scognamiglio, un candidat présenté par les Verts, n'a pu se maintenir au second tour pour moins d'une voix alors que des écarts significatifs figuraient entre le nombre d'émargements et le nombre de voix enregistré par les machines.
Des chercheurs de l’EPFL ont mis au point et testé sur le terrain en 2024 une technologie novatrice visant à protéger le vote électronique à distance contre la coercition des électeurs et l’achat de votes. Le vote en personne avec des bulletins papiers reste la méthode prédominante et offre une résistance supérieure à la coercition grâce à l’utilisation d’isoloirs privés et à la présence d’observateurs indépendants. En revanche, le vote à distance via des systèmes en ligne est attractif par sa commodité et son potentiel à accroître la participation électorale, bien qu’il soit plus vulnérable à la coercition et à l’achat de votes. Pour résoudre ce problème, la stratégie proposée repose sur l’utilisation de fausses informations d’identification numériques officiellement validées. En effet, comme l’étude de l’EPFL le propose et aussi bizarre que cela puisse paraître, la stratégie proposée consiste en une falsification numérique officiellement autorisée.

## Histoire
L'ancêtre de l'urne électronique a été inventé en 1910 par Eugenio Boggiano. Cette urne automatique-mécanique consistait en un système d’isoloir qui avait pour objectif principal de faire l’économie de bulletins de vote. L’électeur exprime son choix en appuyant sur le bouton correspondant au candidat de son choix. Quant à Russo, précurseur du vote électronique, il inventa des cabines de vote fondées sur le même principe que celui de Boggiano et qui sont actuellement en service dans de nombreux États américains, où le grand nombre des postes à pourvoir rendrait difficile un dépouillement manuel des bulletins de vote.

## Par pays

### Allemagne
En Allemagne, 1 800 urnes électroniques ont été utilisées lors des élections législatives de 2005. Cependant, dans une décision du 3 mars 2009, le Tribunal constitutionnel fédéral a déclaré inconstitutionnel le décret mettant en place ces ordinateurs de vote, au motif qu'ils ne permettent pas aux citoyens de vérifier le processus de dépouillement sans nécessiter une compétence technique.

### Belgique

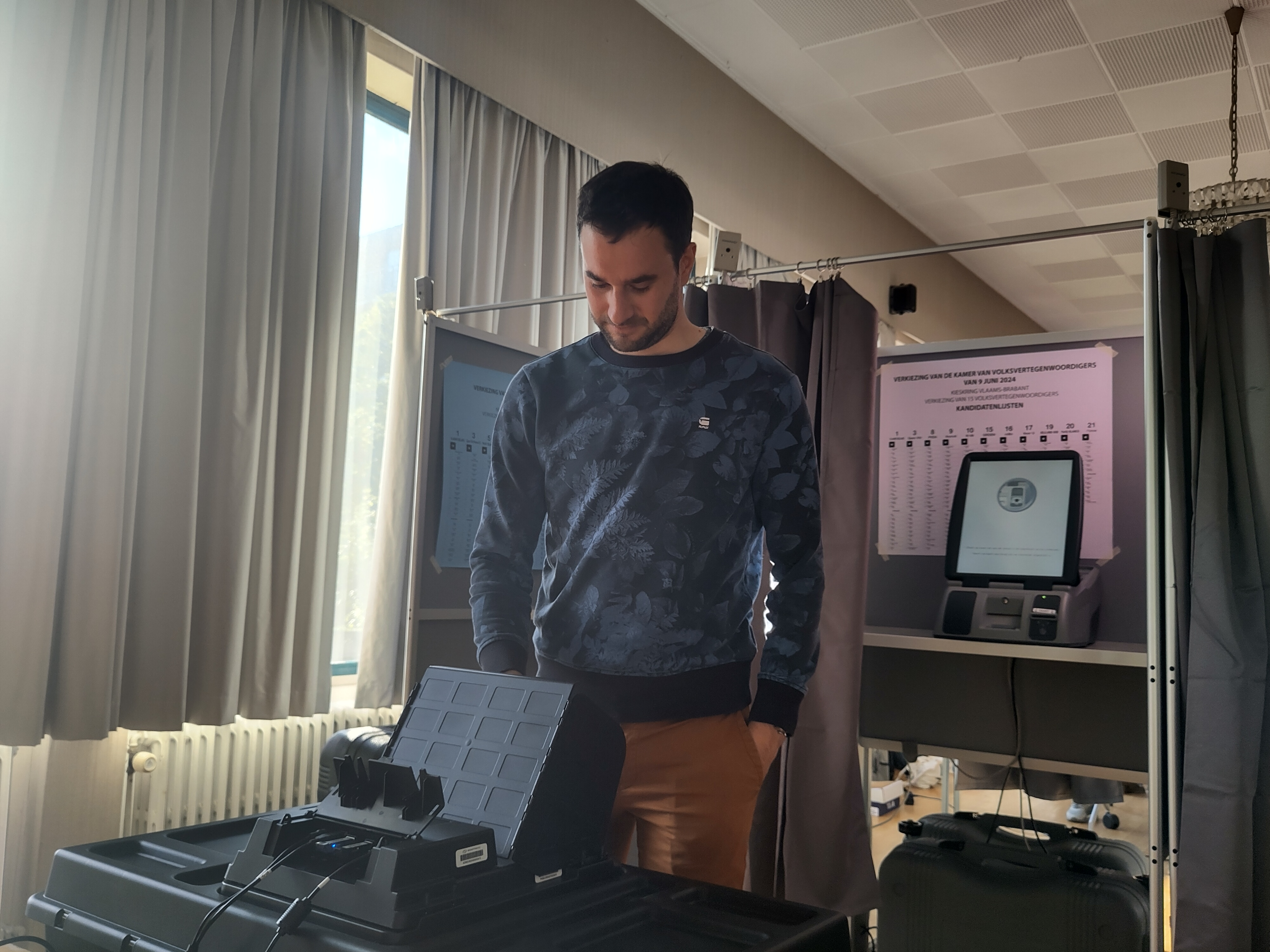
Vote électronique en Belgique

Le vote électronique a été expérimenté pour la première fois en Belgique en 1991 dans deux cantons électoraux avec deux systèmes différents. Le premier système, datant de 1991, consistait en un tableau électronique muni de nombreux boutons, un en face de chaque candidat. C'est le genre de système utilisé actuellement aux Pays-Bas, mais qui n'a pas été retenu en raison de la difficulté d'utilisation en cas d'élections simultanées, ce qui est presque toujours le cas en Belgique. Le deuxième système de 1991 se base sur une carte magnétique qui remplace le bulletin de vote papier. L'isoloir est un ordinateur muni d'un lecteur de carte magnétique, d'un écran monochrome et d'un crayon optique. L'urne électronique est un lecteur de carte doté d'un récipient pour conserver les cartes magnétiques après lecture. En 1994, une loi définissait le cadre d'utilisation du vote automatisé en Belgique, et ce sont plus de 20 % des électeurs qui ont voté au moyen de carte magnétique. En 1999, 44 % des électeurs ont voté électroniquement. Mais en même temps que cette augmentation du nombre d'électeurs, il a été décidé d'expérimenter le comptage des votes par lecture optique. Le comptage par lecture optique consiste pour l'électeur à voter sur papier mais permet d'assister les assesseurs dans le comptage des bulletins. Ce système permet un contrôle démocratique du fonctionnement des machines à voter tout en laissant l'électeur utiliser un système traditionnel. Un collège d'experts a également été mis en place pour enfin surveiller les élections d'un point de vue technique. Les deux plus déterminés des opposants au vote électronique tel qu'il est pratiqué en Belgique (Paul Bienbon, un citoyen actif et l'association Pour Eva) continuent à proposer des solutions alternatives pour améliorer la fiabilité de celui-ci, ou alors pour revenir au vote papier. Ils mènent une campagne de sensibilisation intensive dans les médias. Ils sont reçus par la commission du Sénat pour faire valoir leurs arguments. À la suite de cela, depuis 1999, malgré la volonté du ministère de l'Intérieur, aucune nouvelle augmentation du nombre d'électeurs votant électroniquement n'a eu lieu. De plus le principe d'une expérimentation d'un ticket de confirmation est décidé. Les opposants réclament aussi moins d'opacité dans la communication des frais réels du vote électronique (appelé en Belgique vote automatisé).
En 2003 eut lieu la troisième expérimentation de la lecture optique à laquelle a été ajoutée une expérimentation de ticketing. Le ticketing consiste à voter avec une carte magnétique mais le choix de l'électeur est imprimé sur un ticket, derrière une vitre et, après validation, le ticket tombe dans une urne présente à côté de l'isoloir. Le comptage des tickets permet de vérifier le fonctionnement des machines à voter et de vérifier la volonté de l'électeur telle qu'il l'a validée. L'idée étant, en cas de généralisation, que le comptage des billets de confirmation ne pose que sur 3 % des bureaux choisis aléatoirement après que l'électronique a donné son verdict, ainsi que dans les bureaux où un doute sur les résultats apparaît. Cette idée de ticketing lancée par Paul Bienbon en 1998, revient d'actualité pour les élections communales du 14 octobre 2012 où un nouveau système sera testé dans 75 % des communes de la Région flamande et dans deux des 19 communes de la Région bruxelloise. Cette fois les noms des partis et candidats pour lesquels l'électeur vote sortira sur un papier qu'il faudra plier en deux de manière à ne laisser apparaître qu'un code-barres, qui sera lu optiquement au moment où l'on glisse ce papier dans l'urne. Grâce à ce système l'essentiel est assuré, à savoir qu'à tout moment l'électeur peut vérifier son vote et qu'un recomptage manuel des votes est possible autant qu'on le souhaite pour effectuer les vérifications. L'inventeur de l'idée rappelle qu'il faut instaurer un principe de vérification aléatoire de 3 % des bureaux de vote après que l'informatique a donné son verdict ainsi que de tous les bureaux où des résultats ont l'air étonnants. Il rappelle aussi que si dans le principe, la fiabilité est ainsi acceptable, la question de savoir si la rapidité à obtenir ainsi les résultats vaut bien le surcoût qu'un tel système engendre par rapport au vote papier est discutable et que cela relève là d'un choix politique. D'autres opposants reprochent encore au système que le risque de ne plus respecter le secret du vote devient trop important.
Le 18 mai 2003 un incident a lieu à Schaerbeek (Belgique) où l'on utilisait le vote par machine. Le décompte des voix exprimées a dépassé de 4 096 le nombre d'inscrits dans la circonscription. Le rapport d'experts avait attribué cette erreur à « l'inversion spontanée d'une position binaire dans la mémoire de l'ordinateur », dont une des causes peut être l'apport accidentel d'énergie par les rayons cosmiques. En 2004, il a été décidé d'utiliser à nouveau les machines acquises pour les élections de 1994 bien que celles-ci soient en fin de vie. Les expérimentations de comptage par lecture optique et de ticketing n'ont pas été reconduites, faute de loi pour prolonger les expérimentations, la lecture optique avait été prévue pour trois scrutins, le ticketing pour un seul scrutin. Pour les élections locales de 2006, les Régions étaient compétentes pour l'organisation. Aucune extension du vote automatisé n'a été faite à cette occasion. Les élections fédérales de 2007 organisées par le fédéral se sont également faites par vote électronique, toujours aux mêmes endroits. À la suite d'un prolongement des contrats de maintenance, qui se terminait au 31 décembre 2008, les ordinateurs de vote seront à nouveau utilisés - toujours aux mêmes endroits - pour les élections européennes et régionales de 2009. Le 11 juin 2011, le journal L'Avenir annonce que « le gouvernement wallon a décidé d'abandonner le vote électronique dans les 39 communes pilotes. » Le coût réel du vote électronique en Belgique s'élève à trois fois le prix du vote papier traditionnel. Le vote électronique est plus cher à l'investissement mais aussi en frais d'utilisation.
En 2014, un autre incident est survenu. Ceci fait dire à la cheffe de groupe Écolo, Zoé Genot : « On sait qu’il y a 2000 voix qui se sont perdues. On ne saura jamais avec certitude si les députés qui sont au Parlement sont bien ceux que les électeurs avaient désignés. Pour quelque chose comme les élections, à un moment particulièrement important dans une démocratie, on ne peut pas se permettre d’avoir ainsi de la non-fiabilité ». Mais pour le chef de groupe FDF, Emmanuel De Bock, « le vote papier était assez long et assez fastidieux, surtout à Bruxelles, puisque nous avons plus d’une dizaine de listes francophones avec chaque fois 89 candidats. En termes de mobilisation d’assesseurs, de dépouilleurs, ça représente des coûts indirects très élevés dont on ne tient jamais compte ». Aussi, le 5 octobre 2015 doit être considéré la possibilité de doubler le vote par un ticket de validation que l’électeur mettra dans une urne séparée afin de permettre au besoin une vérification de ce qui a été fait électroniquement par confirmation des comptages de ticketing.

### Brésil
Le Brésil a lancé en 1996 la mise en place de systèmes de vote électronique. Cette année-là, 32 % des votes furent émis à travers les urnes électroniques. À l’élection présidentielle de 1998, le pourcentage a été porté à 58 % et aux élections de 2002, c'est 100 % des électeurs qui ont utilisé le vote électronique. Lors du dernier scrutin du 6 octobre 2002, il a été employé un système informatisé qui identifiait chaque candidat par un numéro et une photographie, et dont les données, à la clôture du scrutin, étaient transmises, sans possibilité d'interférence, via un réseau privé aux instances électorales régionales. Grâce à ce système, utilisant 414 000 « urnes électroniques », il a suffi de 24 heures pour connaître les résultats de l'ensemble du territoire national.

### Estonie
L’Estonie est un leader mondial en termes de gouvernement numérique, y compris le vote électronique. D’abord expérimenté lors d’élections locales en 2005, le gouvernement estonien a utilisé le vote à distance par Internet lors des élections législatives de 2007, puis lors des élections européennes de 2009. Les citoyens utilisent leur carte nationale d’identification qui, reliée à un terminal, permet de les identifier et de voter à partir d’un ordinateur ou d’un téléphone intelligent.
À la suite des pressions de groupes de citoyens, l’Estonie publie en 2013 le code source du serveur de vote électronique sur GitHub, un service web d'hébergement et de gestion de développement de logiciels. Le gouvernement procède ainsi pour des considérations de transparence du système électoral. Puisque le logiciel permettant l’identification à partir de la carte de citoyenneté est un logiciel libre – ce qui permet de facto d’accéder son code source – seul le logiciel client (celui sur l'ordinateur du citoyen permettant d'envoyer le vote au serveur central du gouvernement) demeure à code source fermé.
Cette publication partielle du code a été critiquée en 2013 par la Free Software Foundation Europe (FSFE) dans une lettre ouverte. La FSFE souligne en effet que la transparence et la confiance dans un système nécessitent l’accès complet au code source des logiciels impliqués dans le vote à distance, y compris le logiciel client. La licence utilisée (CC-BY-NC-ND) pour rendre le code disponible permet uniquement son inspection, et non pas sa modification ou son adaptation à ses besoins.
À l’été 2019, un groupe de travail portant sur la vérification, la sécurité et la transparence du vote électronique en Estonie a été lancé. Les résultats du groupe de travail devraient être présentés le 12 décembre 2019, mais la ministre responsable du groupe a été démise de ses fonctions le 25 octobre 2019, ce qui pourrait peut-être compromettre les travaux.

### États-Unis
Le documentaire Hacking Democracy mentionne notamment le système de vote Diebold employé aux États-Unis.
Les États-Unis ont organisé des élections en 2018 en utilisant des machines à voter dont une vulnérabilité était connue depuis 2007.
Il est arrivé en outre que des ordinateurs de vote aient été accédés à distance. Pour remédier à cela, le prestataire ESS a suggéré que le pare-feu soit mis à jour pour limiter les adresses IPs ayant accès à l'urne électronique, de plus certaines machines sont utilisées sans que n'aient été appliqués les critical security patches, tel que EternalBlue.

### Inde

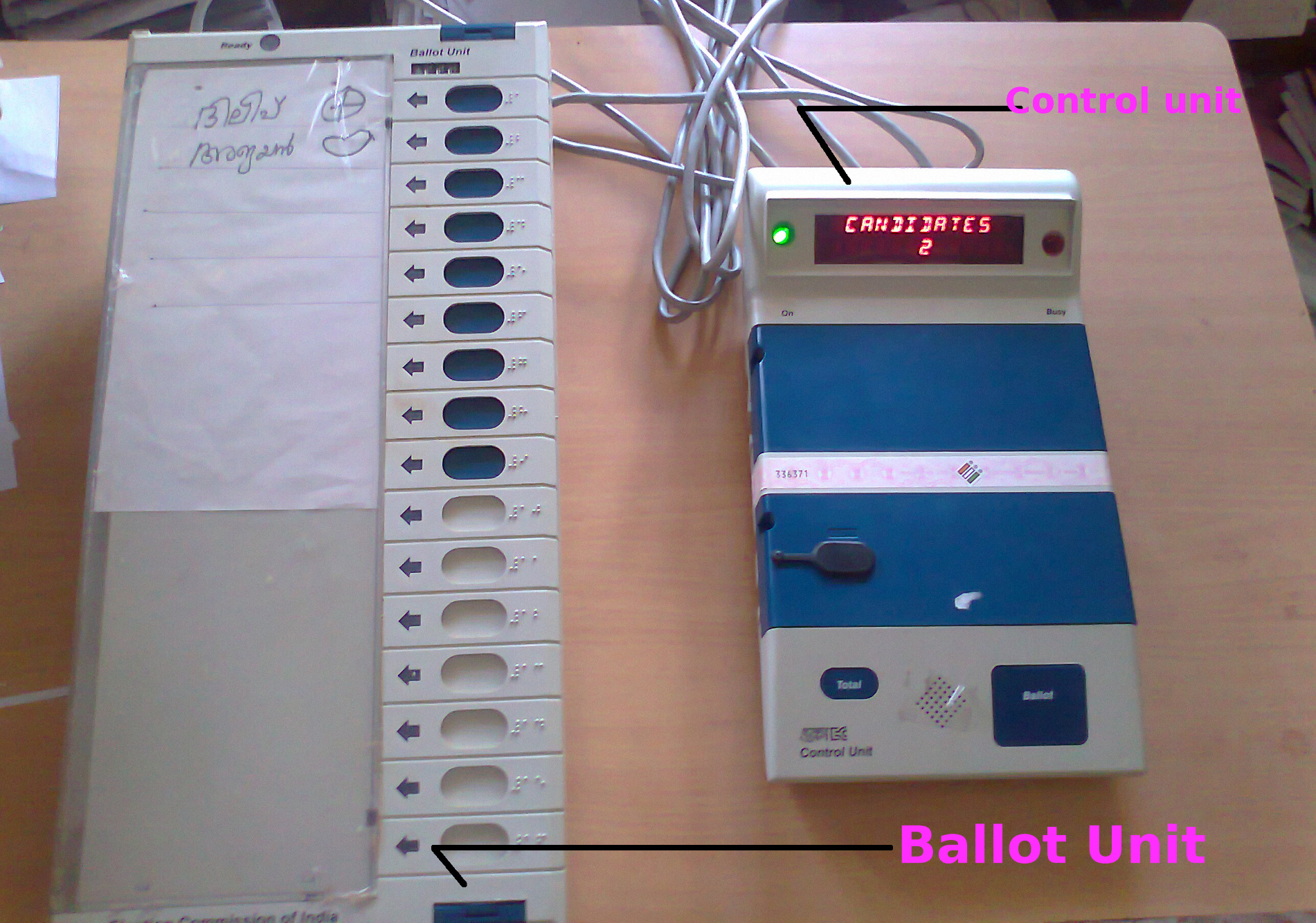
Machine à voter électronique sans trace papier en Inde.

En Inde, des machines à voter électroniques sans trace papier sont utilisées pour les élections. Ce système a été développé par deux sociétés contrôlées par le gouvernement. Le système n'est toutefois pas protégé contre un éventuel piratage, dont le but serait de frauder. Ainsi, la Commission électorale a refusé à Hari Prasad de soumette cette machine à des experts indépendants. Toutefois, cette machine peut permettre différents types de fraudes : remplacer l'affichage des résultats, pour avec un téléphone Bluetooth afficher les résultats du pirates à la place des résultats officiels ; ou en changeant directement les résultats dans la carte mémoire en quelques secondes.

### Irlande
Le 6 juillet 2012, le gouvernement décide de se débarrasser définitivement de 7500 machines à voter, acquises en 2002 pour 54 millions d'euros, à cause de leur manque de fiabilité.

### Namibie
La Namibie a été le premier pays africain à introduire le vote électronique en 2014.

### Pays-Bas
En 2006, 90 % des votes étaient informatisés aux Pays-Bas. Pourtant, un groupe de citoyens néerlandais a démontré combien il est facile de détourner les votes en agissant sur les logiciels des ordinateurs.

#### Problèmes rencontrés
Un rapport du groupe d'action « Wij vertrouwen stemcomputers niet » (« Nous ne faisons pas confiance aux machines à voter ») détailla de sérieuses failles de sécurité dans les machines à voter Nedap utilisées pour les élections de 2006. Le rapport a été rendu public et a été décrit lors d'émissions de télévision nationale dont EenVandaag. Il démontre qu'il est étonnamment facile d'ouvrir la machine à voter ; le boîtier intérieur qui renferme l'électronique n'était protégé que par une protection élémentaire. En conséquence, le remplacement du logiciel et de composants s'en trouvait facilité (un simple changement de puce suffisait car la mémoire qui contient les données de vote n'est pas chiffrée). Une autre machine est utilisée, appelée « NewVote », elle est fabriquée par SDU. Elle est construite sur la base d'un ordinateur PC et utilise un écran tactile à la place des boutons. Aucun des deux systèmes n'est équipé de preuve papier, donc en cas de doute, un recompte non électronique n'est pas possible. Seuls dix petits districts utilisent encore le vote papier.
Le groupe Wij vertrouwen stemcomputers niet a tenté d'attaquer le ministre Atzo Nicolaï devant les tribunaux contestant son assurance selon laquelle, il n'y aurait pas de fraude lors des élections à venir. En réponse à ces allégations, Nicolaï a introduit de nouvelles mesures de sécurité pour les machines à voter. Actuellement, Nedap vérifie toutes ses machines du risque de corruption des données et installe de nouvelles puces et logiciels qui peuvent être moins facilement piratés. Nedap pose également des scellés métalliques uniques sur ces machines. À la suite d'inspections, le 30 octobre 2006 le gouvernement a fait le constat d'un problème avec les machines à voter SDU : les machines pouvaient être contrôlées à distance dans un rayon de 10 mètres et ce sans câble. De ce fait, ces machines ne garantissent pas suffisamment l'anonymat du vote. Ces machines, qui sont utilisées dans 35 municipalités, y compris Amsterdam, doivent être améliorées et une alternative pour le vote disponible avant les élections. Beaucoup de municipalités, y compris Amsterdam, ont décidé de revenir à la méthode traditionnelle du vote papier en remplacement de la machine SDU. Les machines fabriquées par Nedap continuent elles à être utilisées.

#### Abandon définitif en mai 2008
Le 27 septembre 2007, la commission Korthals-Altes publie un rapport critiquant les machines à voter utilisées comme insuffisamment contrôlables, « car ne fournissant pas de trace papier. Le système ne permet pas non plus de garantir le secret du vote, et les frais élevés de son développement ne sont pas justifiés en regard des maigres avantages que peut procurer un tel système ».
Le 16 mai 2008, le gouvernement néerlandais annonce l'abandon définitif du vote électronique et le retour au « papier et au crayon »,.
À la suite des allégations de piratage par la Russie dont aurait été victime la candidate Hillary Clinton en octobre 2016, le gouvernement néerlandais renonce en janvier 2017 à utiliser le moindre logiciel pour aider à compter les voix (les machines à voter étant toujours soumises au moratoire de 2007).

### Royaume-Uni
Au Royaume-Uni, le vote s'effectue à bulletin secret depuis 1870.
En 2003, le Royaume-Uni a tenté la mise en place du vote électronique en 17 points. Cette mise en place a échoué.
En 2015, le vote électronique n'a pas été utilisé.
Un projet vise à développer ce genre de procédé pour les élections de 2020.
Il est soutenu par John Bercow et Sam Gyimah.

### Suisse
Le groupe de travail « Avant-projet Vote électronique » a vu le jour le 30 juin 2000, sur décision de la Chancellerie fédérale. Il comprend des représentants des cantons de Zurich, de Berne, de Saint-Gall, du Tessin, de Genève, de Neuchâtel et de l'Office fédéral de la statistique. Le groupe de travail examine diverses questions techniques portant sur les systèmes de vote électronique (uniquement par internet) et les conditions à remplir pour créer un registre des électeurs harmonisé au plan fédéral. En 2000, la Confédération a invité tous les cantons à lui présenter un projet propre. Les cantons de Genève, Neuchâtel et Zurich ayant donné suite à cette invitation, la Confédération conduit avec eux des essais pilotes qui permettront de confronter des expériences et de dégager des conclusions très utiles pour le développement d'une solution valable pour toute la Suisse.
Dans le projet du canton de Genève, les cartes de vote sont pourvues d'un code personnel masqué qui apparaît par grattage. Quiconque voudra voter par Internet devra entrer ce code pour pouvoir accéder à un système central et délivrer son vote. Le projet du canton de Neuchâtel vise la signature électronique d'initiatives et de référendums. Ce canton a mis en place un registre central des électeurs dans le cadre de la phase 1 du projet « Nouvelle organisation des scrutins » accessible depuis 2005. Le projet du canton de Zurich consiste à établir un registre des électeurs et électrices doté d'un accès centralisé.
C'est le canton de Genève qui, le premier, a accepté le principe du vote par internet, les Genevois ayant largement plébiscité ce projet, avec 70,2 % de voix positives lors de la votation populaire du 8 février 2009. Depuis 2010, les cantons de Genève, Neuchâtel et Zurich se sont dotés d’un système qui permet le vote électronique. Dans le cadre du développement du vote électronique, la Chancellerie fédérale recommande aux autres cantons de se rattacher à une de ces trois plateformes pour introduire le vote électronique en faveur des Suisses et des Suissesses de l’étranger.
Fin 2018, le canton de Genève renonce pour des raisons financières au développement de sa propre plate-forme et se rabat sur la solution proposée par la Poste suisse, qui est vendu par la société espagnole Scytl (en). Le système est soumise à un test public d'intrusion qui révèle une faille critique. Dans le même temps, un comité annonce le lancement d'une initiative populaire demandant un moratoire sur le vote électronique.
Les phases d'essai du vote électronique ont été temporairement stoppées en 2019. Après 4 ans d'interruption, de nouveaux essais ont été autorisés à partir de la votation du 18 juin 2023 dans les cantons de Bâle-Ville, de Saint-Gall et de Thurgovie avec le système de la Poste suisse .

## Vote par Internet

### Expériences et essais
L’expérience Wahlkreis 329 est une première mondiale : elle a lieu dans le cadre des élections fédérales allemandes de 1998 entre le 15 août et le 27 septembre 1998. Une circonscription de vote fictive est créée, la numéro 329, sur laquelle une équipe simule un vote par Internet, sans valeur légale, mais qui permet de tester un nouveau logiciel. Sur les 300 000 visiteurs du site dédié, 17 000 participent en votant en ligne. Le succès technique remporté par l’équipe de recherche de l’Université tient au fait qu’au-delà du bon fonctionnement des programmes, la simulation a donné un résultat très proche des circonscriptions réelles, accréditant le sérieux de l’expérience.
L’expérience en Arizona est moins ambitieuse et finalement moins innovante techniquement que celles menées en Europe. Unique en son genre cette année-là, elle reste la première à mettre en place un vote partiellement sur Internet à grande échelle. Après le grand ratage de l’élection présidentielle américaine de 2000 dû à un imbroglio dans le décompte des voix de Floride, les États-Unis s’orienteront vers un renouvellement des machines à voter sur site, comme de nombreux pays européens peu à l’aise avec la solution du vote à distance.
Le 5e programme-cadre de l'Union européenne prévoit, dans sa thématique no 2 (en) Creating a User-Friendly Information Society, un montant total de 3,12 milliards d’euros, à rapporter au budget total de 13,7 milliards d’euros pour la totalité du programme couvrant la période 1998-2002. Des essais ont été menés en Suède, France et Allemagne.
Les élections des représentants des Français de l'étranger (c'est-à-dire vivant hors du territoire national) ont utilisé le vote à distance par Internet pour la première fois en 2003 pour permettre aux électeurs français vivant aux États-Unis d'élire leurs représentants à l'Assemblée des Français de l'étranger, et ce, afin de pallier le problème des distances entre lieu de résidence et bureau de vote dans les consulats souvent plusieurs centaines de kilomètres). Environ 60 % des bulletins exprimés correspondent à des votes par Internet plutôt qu'à des votes papier. Le Forum des droits sur l'Internet a publié des recommandations sur l'avenir du vote électronique en France, stipulant que les citoyens français de l'étranger devraient pouvoir utiliser Internet pour choisir leurs députés. Mais les associations des Français résidant à l'étranger ont été beaucoup plus réservées sur ce type de vote. Aux élections législatives françaises de 2012, les Français établis hors de France ont pu voter par Internet.

### Sécurisation
La sécurisation du vote sur Internet concerne l’ensemble de la chaîne de sécurité, du poste de travail du votant aux serveurs : les données émises sont chiffrés, via un algorithme de chiffrement (RSA, etc.), sur une partie ou la totalisé de la chaîne de transmission. Selon le prestataire de vote sur Internet les données peuvent être chiffrées au niveau du poste de travail, au niveau du serveur ou utiliser un double chiffrement des données.
En France, les prestataires de vote sur Internet se doivent de faire auditer leurs solutions de vote : ils doivent respecter des critères de sécurisation, notamment ceux définis dans le Top Ten d’OWASP.
Le principe de vérifiabilité du vote sur Internet est un des critères permettant de s’assurer de la
sécurisation des bulletins de vote : il permet aux votants de vérifier que le contenu de leur bulletin n’ait pas été modifié par un acte malveillant de type cyberattaque. En Suisse, le Conseil d’État, qui avait donné en décembre 2014 son accord pour étendre le vote sur Internet à l’ensemble du pays, avait posé comme prérequis que le principe de vérifiabilité soit appliqué.
Toutefois, des recherches ont révélé l'absence de prise en compte de la dimension juridique d'une élection : un électeur constatant que son vote a été modifié ne peut en apporter la preuve devant un juge électoral. De plus, les étapes de vérification (individuelle d'une part, et recomptage de l'urne d'autre part) sont optionnelles.

## Réactions

### Dimensions sans effet
En Belgique et aux Pays-Bas, l'introduction des urnes électroniques n'aurait pas d'effet sur le taux de participation. En Belgique le vote est obligatoire. En France, la durée des temps d'attente, beaucoup plus longue qu'avec le mode de scrutin traditionnel, a poussé de nombreux électeurs à renoncer à voter. La réaction de rejet envers ce mode peut aussi inciter au refus de vote. La baisse du taux de participation pourrait être de l'ordre de 4 points.
Le vote à distance entraîne la disparition du déplacement vers le bureau de vote, avec ses objets symboliques : l'urne, l'isoloir ; bref la disparition de la contextualisation sociale du rituel de vote. Par sa dématérialisation, le vote est décontextualisé, mais le fait de ne pas avoir à se déplacer peut théoriquement augmenter la participation en évitant les files d'attente, bien qu'en pratique, cette technologie n'a pas d'effet sur le taux de participation.

### Arguments en faveur
Les arguments avancés en faveur de l'introduction du vote électronique sont :
- Pour les urnes électroniques :
  - Une plus grande rapidité dans l'obtention des résultats, vu qu'il n’y a pas de dépouillement.
  - Des économies financières supposées[réf. nécessaire] par la suppression des coûts de fabrication et de destruction des bulletins de vote et des enveloppes, qui pourraient (?) compenser le coût des machines (achat, maintenance, contrôle…) : voir ci-dessous le paragraphe sur les coûts.
  - En France : dans la mesure où les bulletins de vote n'accompagnent plus les professions de foi, sauf dans le cas des scrutins à liste[réf. souhaitée]. En effet, les bulletins de vote sont remplacés par un « imprimé reproduisant l’interface de la machine à voter, sur laquelle les candidatures sont indiquées »[60], à la charge de la commune.
  - Moins de personnes nécessaires au processus électoral[réf. nécessaire], toutefois, ce personnel électoral doit alors suivre une formation (en France, de 3 jours)[61].

- Pour le vote par internet :
  - Modernisation de l’élection,
    - Faciliter l’accès au vote au plus grand nombre (95 % de la population active française dispose des moyens personnels de se connecter à internet (PC avec connexion à internet, tablette ou smartphone)[62]) en leur proposant un canal de vote par internet flexible, par l'intermédiaire duquel il est possible de se connecter sans contraintes de temps ou d'espace,
    - Diminuer l’empreinte écologique du vote et appuyer la démarche environnementale de l'organisme chargé de l'élection et de ses électeurs (diminution drastique de la consommation de papiers et d'encres),

  - Sécurisation de l’élection et diminution du risque de contestation,
    - Assurer le respect du cadre légal des élections par un paramétrage de l'application logicielle respectant strictement les protocoles électoraux,
    - Éviter les erreurs dues au décompte manuel des suffrages

  - Rationalisation des coûts de l’élection,
    - Diminuer les coûts du papier et d’impression,
    - Diminuer drastiquement les coûts liés à l’affranchissement (envoi des matériels de vote, enveloppes retours préaffranchies…),
    - Diminuer les temps de mobilisation humain : dépouillement, calculs et édition des résultats automatisés.

  - Facilitation de modes alternatifs de scrutin : vote préférentiel, jugement majoritaire, démocratie liquide, vote quadratique[63].

### Arguments en opposition

#### Problèmes généraux
Pour ses opposants, ce système a l'inconvénient de ne pas pouvoir être contrôlé par le public. La fraude devient plus difficile à détecter et à prouver, et par conséquent, probable :
- Possibilité de « bourrage électronique d'urnes »
- Possibilité d'orienter le vote des indécis (par exemple par des dysfonctionnements d'écran tactiles)
- Possibilité de remplacer le vote affiché par un vote réellement décompté différent
- Impossibilité du recomptage indépendant en cas de contestation (pour certaines machines seulement, pas pour les machines à voter à vérification indépendante)
- Possibilité de violer le secret du scrutin de manière difficile à détecter, par exemple, par l'utilisation frauduleuse des mots de passe[64].
- la validité et la véracité du vote électronique ne sont vérifiables que par les entreprises fabriquant ou certifiant ces machines, ou par les autorités de contrôle, lorsqu'elles existent (éviction du contrôle par le public). Toutefois, une vérification de la sincérité des résultats d'une élection par observation des traces d'exécution constitue une menace contre le secret du vote[65].
- la machine à voter a beaucoup plus de chances de tomber en panne que l'urne, dispositif infiniment plus simple
- puisqu'il y a un logiciel dans la machine à voter, ce logiciel peut être bogué, même sans intention de frauder. Par ailleurs, les offres sur le marché ne sont pas entièrement transparentes. La présence de logiciels permettant des connexions à distance a été attestée dans une machine vendue pendant 6 ans comme une machine inaccessible à ce type de connexion[66].
- le vote par Internet permet une cyberattaque.
- une gamme de produits de surveillance (comme FinFisher) offre notamment aux agences gouvernementales et aux services de renseignement des solutions d'intrusion informatique, qui permettent d'influer ou de contrôler le vote par internet.

Les urnes transparentes et l'accès du public à la vérification du vote ont l'avantage de garantir la confiance de tous. Une des conditions nécessaires pour établir un vote démocratique est que le citoyen moyen ait la possibilité de contrôler le processus électoral. Cette condition est assurée dans le vote classique par la participation de nombreux citoyens au dépouillement des votes (« le peuple se compte »). Dans le cadre du vote électronique, cette possibilité disparaît et il ne reste alors que la possibilité, pour ceux qui sont capables de le comprendre, de lire le code source des programmes informatiques utilisés lors du processus électoral. Il faut encore que ce code source soit publié (par exemple dans le cas d'un système propriétaire voire sous secret défense) et être sûr qu'il correspond bien au code binaire du programme installé, ce qui implique un contrôle du processus dès l'installation du système de vote, ce qui reste de toute façon hors des possibilités du citoyen ordinaire.
Des détracteurs sur la base des expériences récentes, avec le vote traditionnel, le temps d'attente pour voter est de 2 minutes et celui pour connaître le résultat est d’une heure ; avec le vote électronique, c'est la même chose en inversant les termes[non neutre][réf. nécessaire], donc pas de gain de temps total du processus de vote.

#### Machines à voter
Le coût de l'impression des bulletins est marginal dans le coût d'une élection, même si les machines à voter devaient être plus économiques, l'impact en serait faible. De toute façon, dans la plupart des pays, le vote est une activité exceptionnelle (une fois par an, au maximum). Durant la vie d'une machine à voter (dix ans au maximum), elle sera au mieux utilisée dix fois. Le coût de dix rames de papier est incomparablement plus faible que celui d'une machine à voter (vendue entre 3 000 et 6 000 euros pièce). Les machines Point & Vote d'Indra coûtent entre 2 000 et 3 000 dollars américains, en Argentine. Un rapport du ministère de l'Intérieur belge a chiffré les coûts d'acquisition et d'entretien des machines comme étant trois fois supérieurs à ceux du bulletin papier. Bien que dans ce pays on vote presque chaque année.
En France, dans le vote papier, les électeurs reçoivent un bulletin de chaque candidat, et d'autres bulletins leur sont mis à disposition dans le bureau de vote: on pourrait diminuer la quantité de papier utilisée, sans machine à voter, en imprimant une unique feuille de vote, où l'électeur cocherait son choix. Ce système, utilisé par exemple aux Pays-Bas, réduit aussi le risque que des candidats pratiquent l'achat de vote en demandant aux électeurs de présenter les bulletins des candidats pour lesquels ils n'ont pas voté.
L'utilisation d'une machine à voter supprime effectivement un peu de papier, mais cela ne représente que 10 %[réf. nécessaire]du papier consommé pour une élection (la plus grosse part étant formée de la propagande électorale c'est-à-dire l'enveloppe envoyée à chaque votant contenant les professions de foi des candidats). Et là encore, le coût écologique de fabrication et de recyclage d'une machine électronique complexe est incomparablement plus lourd que celui de la fabrication des quelques rames de papier nécessaires à une dizaine de scrutins.

#### Vote à distance
Le vote électronique suscite la défiance de ses détracteurs notamment sur le fait qu'il se base sur des technologies complexes, qui ne peuvent être expertisées par l'utilisateur lambda, et qui lui confèrent donc un aspect "boîte noire".
Comme tout système "internet", le risque d'une tentative d'intrusion, d'infection par un virus ou par un logiciel espion ne peut être totalement écarté. La sécurité d'un tel système peut donc toujours être remise en question. La corrélation entre le niveau de risque d'une attaque et le niveau de sécurité à mettre en place doit toujours avoir été étudiée avant une mise en place.
Par ailleurs, tout comme les moyens de vote traditionnels, les comportements délictuels liés à l'intervention de la main humaine ne peuvent être totalement contrôlés. Ceci expose le vote à des dérives telles que : la coercition, la relance ciblée ou la vente de vote.
L'une des problématiques majeures est celle de l'authentification de l'utilisateur sur le serveur. Usuellement, un couple mot de passe et code de connexion est utilisé. La fiabilité du système pourra donc toujours être remise en question en cas d'usurpation de ces identifiants. Une technique d'identification biométrique pourrait augmenter la fiabilité de l'authentification de l'électeur si les moyens matériels de sa mise en place pouvaient être accessibles à chacun.
Les technologies actuelles de sécurisation des transmissions (TLS par exemple) permettent de considérer les liaisons comme fiables : la session est chiffrée ; le vote est donc supposé rester confidentiel et l'intégrité des données assurée (pas d'usurpation, pas de changement du vote…). Il faut cependant pour cela que le terminal utilisé par le votant ne soit pas vérolé avec de fausses autorités de certifications[réf. nécessaire].

## Vote électronique dans la fiction
La nouvelle d'Isaac Asimov Franchise (titre original en anglais, traduit selon les versions par Le Votant, L'Électeur ou Devoir civique), publiée en 1955, montre un futur, en 2008, où l'ordinateur Multivac choisit un seul « électeur », qui est soumis à une batterie de questions sans rapport avec la politique, et dont les réponses sont analysées par Multivac pour décider du résultat de l'élection. Franchise a été republiée dans le recueil de nouvelles Le Robot qui rêvait (Robot dreams) en 1986.
Le film Man of the Year de Barry Levinson avec Robin Williams, sorti en 2006 aux États-Unis (il n'est sorti en France qu'en DVD), présente une élection présidentielle truquée par un système de vote électronique.
Une des parties de l'épisode Simpson Horror Show XIX de la série télévisée Les Simpson, qui a été diffusé deux jours avant l'élection présidentielle américaine du 4 novembre 2008, montre Homer Simpson victime d'une machine de vote qui change sa voix pour Barack Obama en vote pour John McCain.
Dans le film La Grande Aventure Lego, le conglomérat Octan dirigé par le président business, contrôle entre autres la fabrication de machine à voter.
Dans un épisode de Mission impossible, l'équipe est chargée de neutraliser le trucage d'une machine à voter d'un dictateur hostile aux États-Unis d'Amérique.
Dans la série américaine Scandal, l'actrice principale Olivia Pope est mêlée à une manipulation de machines à voter dans l'élection présidentielle américaine.
Dans le jeu vidéo Watch Dogs 2, les personnages doivent à un moment donné détruire un stock de machines à voter piratées pour empêcher le trucage de l'élection municipale de San Francisco.